# Giuseppe D'Altrui
Giuseppe "Geppino" D'Altrui, född 7 april 1934 i Neapel, Campania, död 26 februari 2024 i Pescara, Abruzzo, var en italiensk vattenpolospelare. Han spelade i Italiens herrlandslag i vattenpolo i tre OS. I Melbourne blev det en fjärdeplats, i Rom blev det guld och i Tokyo ytterligare en fjärdeplats. Under OS i Rom 1960 var D'Altrui lagkapten i det italienska landslaget som tog OS-guld. Även i OS-laget 1964 var han lagkapten.
Giuseppe D'Altrui var far till vattenpolospelaren Marco D'Altrui som fick OS-guld i Barcelona. Giuseppe och Marco D'Altrui valdes in i The International Swimming Hall of Fame 2010.